# TTC9
TTC9 (англ. Tetratricopeptide repeat domain 9) – білок, який кодується однойменним геном, розташованим у людей на 14-й хромосомі. Довжина поліпептидного ланцюга білка становить 222 амінокислот, а молекулярна маса — 24 379.
| 10         |  | 20         |  | 30         |  | 40         |  | 50         |
| ---------- |  | ---------- |  | ---------- |  | ---------- |  | ---------- |
| MERKGSAAGA |  | KGNPSPPAAG |  | EGQRPPPPLC |  | VPGGGGGAPA |  | RGQVGAAAEP |
| AELIRRAHEF |  | KSQGAQCYKD |  | KKFREAIGKY |  | HRALLELKGL |  | LPPPGERERD |
| SRPASPAGAL |  | KPGRLSEEQS |  | KTVEAIEIDC |  | YNSLAACLLQ |  | AELVNYERVK |
| EYCLKVLKKE |  | GENFKALYRS |  | GVAFYHLGDY |  | DKALYYLKEA |  | RTQQPTDTNV |
| IRYIQLTEMK |  | LSRCSQREKE |  | AM         |  |            |  |            |

A: Аланін

C: Цистеїн

D: Аспарагінова кислота

E: Глутамінова кислота

F: Фенілаланін

G: Гліцин

H: Гістидин

I: Ізолейцин

K: Лізин

L: Лейцин

M: Метіонін

N: Аспарагін

P: Пролін

Q: Глутамін

R: Аргінін

S: Серин

T: Треонін

V: Валін

Кодований геном білок за функцією належить до фосфопротеїнів. 